# Europeiska rådet
Europeiska rådet, även känt som EU-toppmötet, är en institution inom Europeiska unionen som regelbundet församlar unionens stats- eller regeringschefer och Europeiska kommissionens ordförande under ledning av Europeiska rådets ordförande.
Europeiska rådet har till uppgift att nå konsensus bland stats- och regeringscheferna kring unionens övergripande utveckling och dess allmänna politiska riktlinjer och prioriteringar. Europeiska rådet fyller också en viktig roll vid tillsättandet av bland annat en ny kommission, samt vid fördragsändringar. Europeiska rådet saknar däremot lagstiftande funktion; denna funktion utövas helt och hållet av Europaparlamentet och Europeiska unionens råd.
Europeiska rådet sammanträder minst två gånger per halvår i Bryssel, Belgien. Institutionen leds av en ordförande, som sedan den 1 december 2024 är António Costa (PES). Europeiska rådet ska inte förväxlas med den mellanstatliga organisationen Europarådet eller med Europeiska unionens råd, unionens ena lagstiftande institution.

## Historia

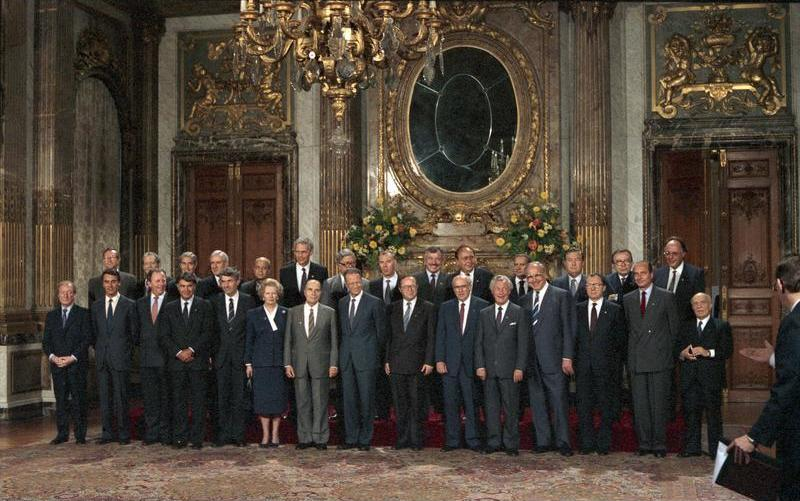
En traditionsenlig gruppbild från ett sammanträde den 30 juni 1987.

Europeiska rådets historia sträcker sig tillbaka till början av 1960-talet då stats- eller regeringscheferna inom Europeiska gemenskaperna började träffas regelbundet vid informella ”europeiska toppmöten”. De första sammanträdena ägde rum 1961 i Paris, Frankrike, respektive Bonn, Västtyskland. Dessa sammanträden anordnades efter att Frankrikes president Charles de Gaulle hade kritiserat den europeiska integrationsprocessen för att i för hög grad syfta till överstatlighet. Det första betydelsefulla toppmötet ägde rum 1969 i Haag, Nederländerna, efter att de Gaulle hade ersatts som fransk president. Då beslutades att samarbetet skulle utökas till att omfatta Storbritannien och initiativ togs till ett utrikespolitiskt samarbete.
Först i december 1974 beslutade ledarna att mötas regelbundet under benämningen ”Europeiska rådet”. Denna förändring skedde dels på initiativ av den franske presidenten Valéry Giscard d’Estaing, dels mot bakgrund av ”den tomma stolens kris” och vad som i praktiken blev en blockering av majoritetsröstning i och med Luxemburgkompromissen. Syftet med Europeiska rådet var att stärka styrningen av samarbetet på högsta politiska nivå och att öka koordineringen mellan medlemsstaternas politik. Europeiska rådet höll sitt första sammanträde den 10–11 mars 1975 i Dublin under Irlands första ordförandeskap. Europeiska rådet erhöll dock inte något formellt erkännande genom fördragen och förblev ett organ för att dra upp politiska riktlinjer. Genom europeiska enhetsakten, som trädde i kraft den 1 juli 1987, omnämndes Europeiska rådet för första gången i fördragen och med Maastrichtfördraget definierades Europeiska rådets funktion inom unionen. Fördragen föreskrev att Europeiska rådet skulle sammanträda minst två gånger per år. Detta ändrades senare till minst två gånger per halvår. Från och med 2002 ägde hälften av Europeiska rådets sammanträden rum i Bryssel, Belgien, efter att tidigare alltid ha hållits i den medlemsstat som utövade det halvårsvisa roterande ordförandeskapet. Från 2004 och framåt blev Bryssel institutionens permanenta säte.
Den 1 december 2009 skedde stora förändringar av Europeiska rådet genom att Lissabonfördraget trädde i kraft. Europeiska rådet blev då en av unionens sju institutioner och det halvårsvisa roterande ordförandeskapet ersattes med en egen ordförande. Europeiska rådet erhöll också vissa funktioner av beslutsmässig karaktär, dock utan befogenhet att lagstifta.

## Sammansättning och funktionssätt

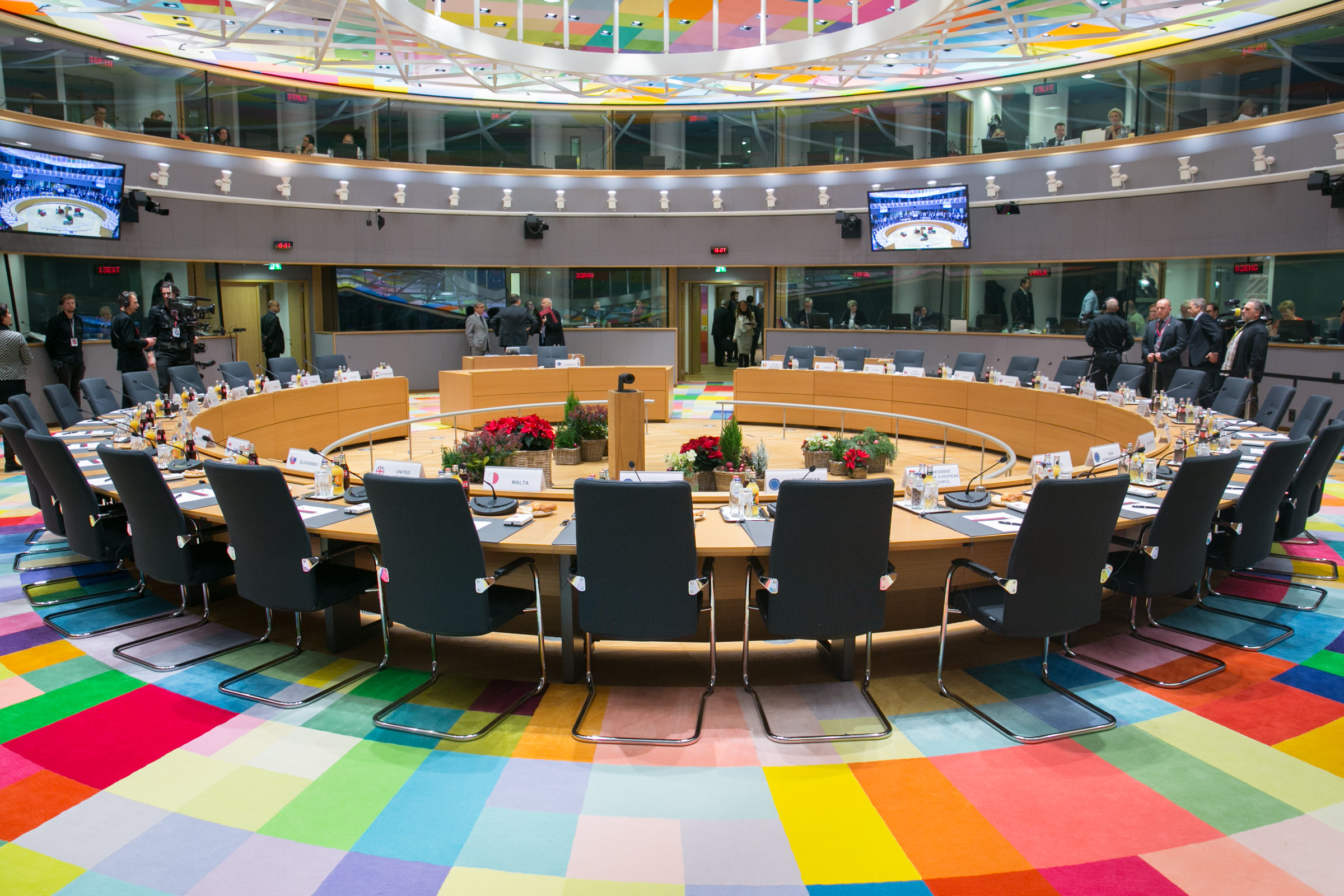
En av de konferenslokaler där Europeiska rådet brukar sammanträda.

Europeiska rådet är en av Europeiska unionens institutioner, en bestämmelse som infördes först genom Lissabonfördraget. Innan dess fungerade Europeiska rådet som ett organ utan någon större formell funktion inom unionens ramar, men med desto större politiskt inflytande. Dess sammansättning och funktionssätt regleras av fördraget om Europeiska unionen och fördraget om Europeiska unionens funktionssätt. Europeiska rådet antar med enkel majoritet en arbetsordning, som fastställer ytterligare bestämmelser om dess funktionssätt.
Europeiska rådet sammanträder i regel två gånger per halvår, efter kallelse av sin ordförande. Varje sammanträde hålls under högst två dagar, om inte Europeiska rådet eller rådet för allmänna frågor, på initiativ av Europeiska rådets ordförande, beslutar något annat. Ordföranden kan sammankalla extra sammanträden om situationen kräver det. Han eller hon ansvarar för att leda arbetet och nå konsensus mellan företrädarna för medlemsstaternas regeringar.
Utöver rådsmedlemmarna och teknisk personal deltar ett stort antal tjänstemän i olika delegationer vid sammanträdena; maximalt tjugo personer för varje medlemsstat och kommissionen samt fem personer för den höga representanten får ha tillträde till sammanträdesbyggnaden. Med undantag för två tjänstemän per medlemsstat, tillåts de flesta av dessa tjänstemän inte att närvara i själva sammanträdeslokalen under förhandlingarna. Genom att trycka på en knapp kan en rådsmedlem begära råd från en delegat i den så kallade Anticigruppen i ett närliggande rum. Gruppen består av diplomater och assistenter som förmedlar information. Även tolkar är närvarande vid sammanträdena eftersom varje rådsmedlem har rätt att tala på något av unionens officiella språk.

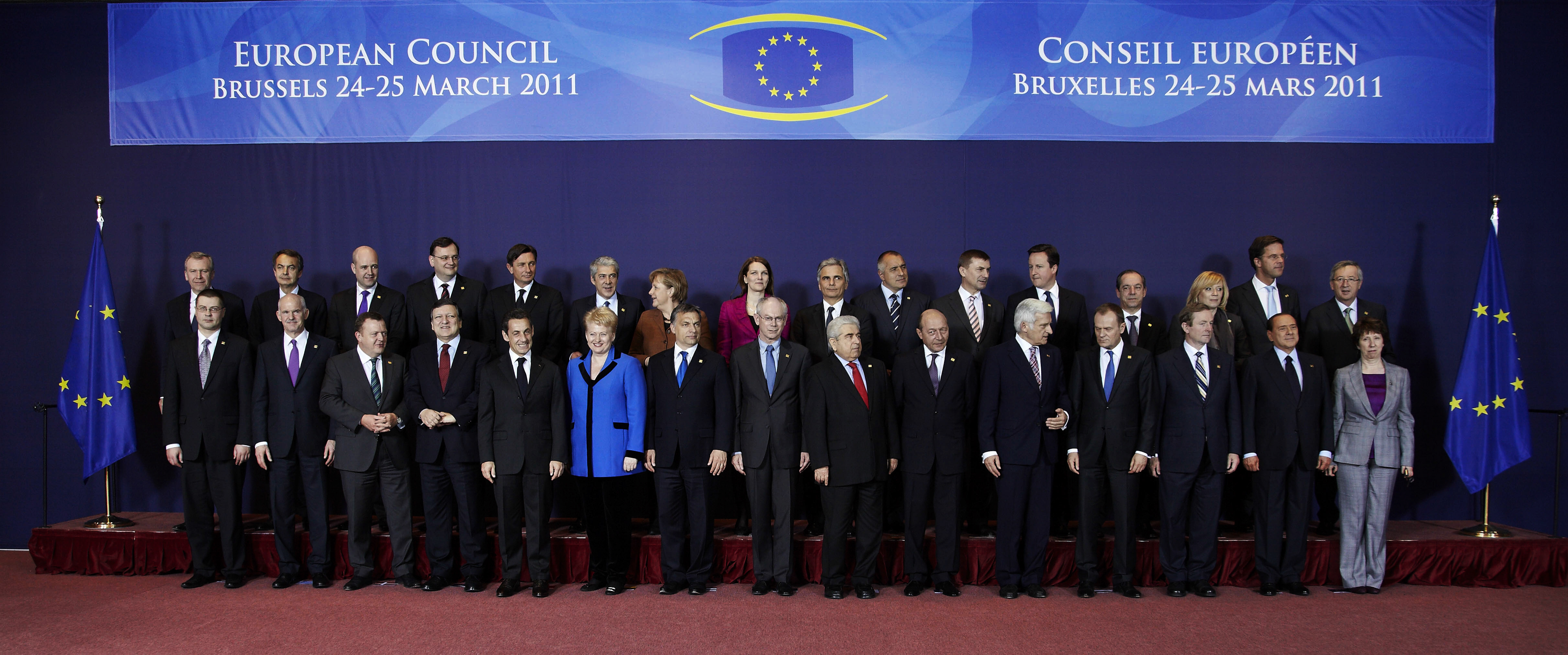
Europeiska rådet i Bryssel, Belgien, den 24 mars 2011. Utöver rådsmedlemmarna finns även den höga representanten för utrikes frågor och säkerhetspolitik samt Europaparlamentets talman med på bilden.

### Ordförande

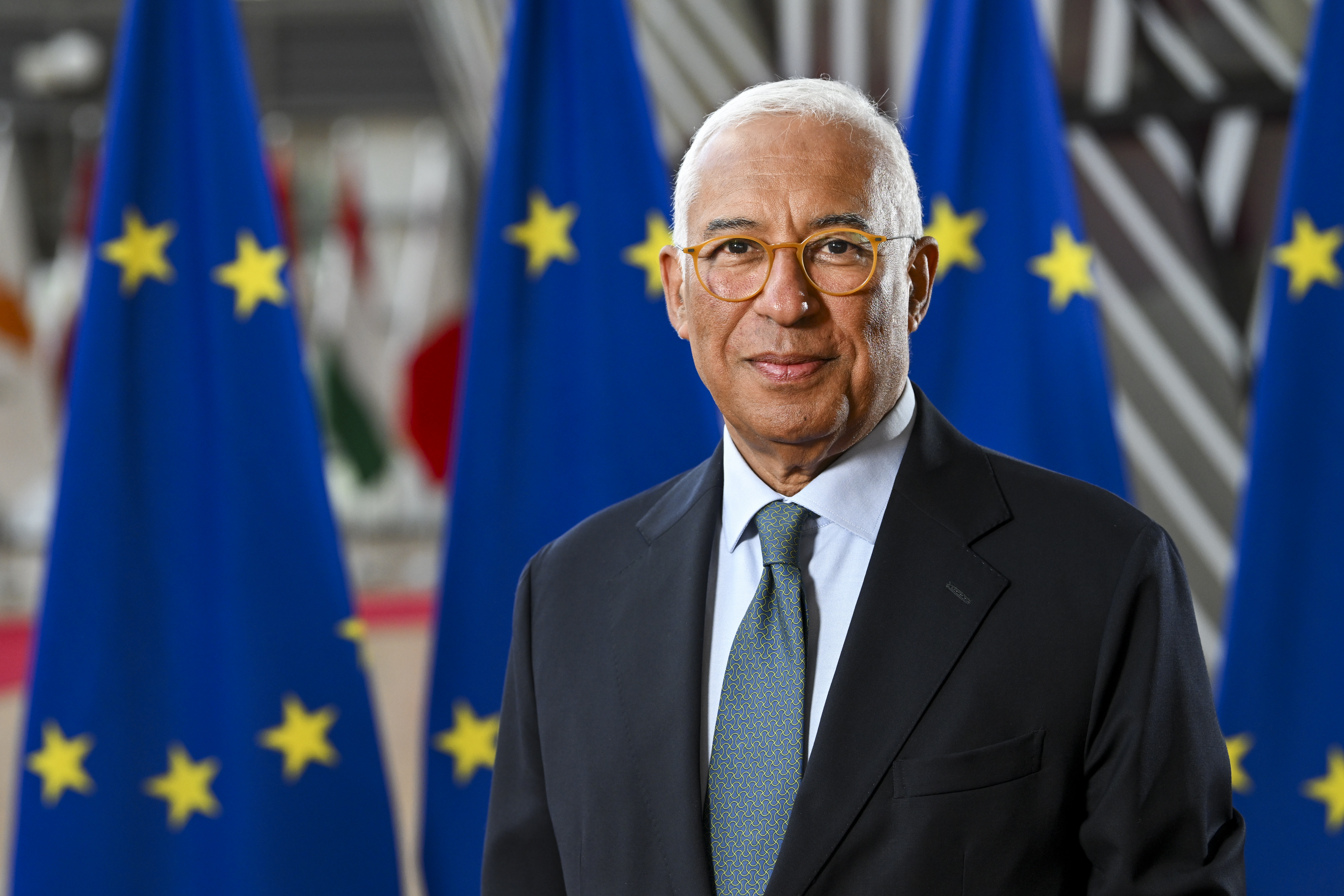
António Costa är ordförande sedan den 1 december 2024.

Europeiska rådet leds av en egen ordförande, som saknar rösträtt vid omröstningar och själv inte får inneha något nationellt mandat. Ordförandens uppgift är att driva arbetet framåt, säkerställa förberedelser och kontinuiteten i Europeiska rådets arbete i samarbete med rådet för allmänna frågor och kommissionsordföranden, verka för sammanhållning och konsensus samt lägga fram en rapport för Europaparlamentet efter varje sammanträde. Tillsammans med rådet för allmänna frågor och kommissionsordföranden förbereder och säkerställer Europeiska rådets ordförande uppföljningen av Europeiska rådets sammanträden. Ordföranden upprätthåller ett nära samarbete och en nära samordning med rådets ordförandeskap och kommissionsordföranden. Om Europeiska rådets ordförande får förhinder, så som sjukdom eller dödsfall, ersätts han eller hon av den rådsmedlem som företräder ordförandelandet. Beslut som antas av Europeiska rådet undertecknas av ordföranden.
Europeiska rådet väljer sin ordförande med kvalificerad majoritet för en period av två och ett halvt år. Denna mandatperiod kan förnyas en gång. I enlighet med samma förfarande kan Europeiska rådet avbryta mandatperioden för sin ordförande om han eller hon inte kan fullgöra sina uppgifter på ett korrekt sätt. Det finns inget i fördragen som hindrar Europeiska rådet från att välja Europeiska kommissionens ordförande som sin ordförande. Detta har bland annat den tidigare kommissionsledamoten Michel Barnier och den tidigare Europaparlamentarikern Andrew Duff förespråkat borde ske i framtiden för att få en mer koordinerad styrning mellan Europeiska rådet och Europeiska kommissionen.
Innan Lissabonfördraget trädde i kraft den 1 december 2009 leddes Europeiska rådet av den rådsmedlem som företrädde ordförandelandet. Detta innebar att ordförandeskapet halvårsvis roterade mellan medlemsstaternas stats- eller regeringschefer. Genom Lissabonfördraget infördes bestämmelserna om en egen ordförande för Europeiska rådet. Sedan den 1 december 2024 är António Costa ordförande.

### Rådsmedlemmar
| Parti       | Mandat |  |
| ----------- | ------ |  |
| EPP         | 12     |  |
| PES         | 4      |  |
| ECR         | 3      |  |
| ALDE        | 2      |  |
| Patriots.eu | 1      |  |
| Partilösa   | 5      |  |
| Totalt      | 27     |  |

Medlemsstaternas stats- eller regeringschefers partitillhörighet.

Europeiska rådet består av medlemsstaternas stats- eller regeringschefer utöver sin ordförande och kommissionsordföranden. Fördragen specificerar inte om en medlemsstat ska företrädas av sin statschef eller av sin regeringschef, men företrädarna måste ”vara demokratiskt ansvariga, antingen inför sitt nationella parlament eller inför sina medborgare”. De flesta medlemsstater företräds av sina regeringschefer, såsom statsministrar och premiärministrar, medan ett fåtal företräds av sina statschefer, det vill säga presidenter. Oklarheten har dock vållat viss debatt i Finland, Frankrike, Polen och Rumänien om vem som ska företräda medlemsstaten när presidenten och premiärministern inte tillhör samma politiska parti.
De europeiska politiska partierna med representation i Europeiska rådet, i synnerhet Europeiska folkpartiet (EPP), Europeiska socialdemokratiska partiet (PES) och Alliansen liberaler och demokrater för Europa (ALDE), anordnar i regel förmöten med sina tillhörande stats- eller regeringschefer.
Utöver rådsmedlemmarna deltar även den höga representanten för utrikes frågor och säkerhetspolitik i Europeiska rådets arbete. Om dagordningen kräver det, kan stats- eller regeringscheferna biträdas av var sin minister medan kommissionsordföranden biträds av en kommissionsledamot.
|  |                        | Namn                             | Partitillhörighet    | Medlem sedan | Befattning                          | Senaste val | Nästa val |  |
|  | ---------------------- | -------------------------------- | -------------------- | ------------ | ----------------------------------- | ----------- | --------- |  |
|  | António Costa          | António Costa                    | PES (PS)             | 2024-12-01   | Europeiska rådets ordförande        | 2024        | 2029      |  |
|  | Ursula von der Leyen   | Ursula von der Leyen             | EPP (CDU)            | 2019-12-01   | Europeiska kommissionens ordförande | 2024        | 2029      |  |
|  | Bart De Wever          | Bart De Wever                    | ECR (N-VA)           | 2025-02-03   | Belgiens premiärminister            | 2024        | 2029      |  |
|  | Rosen Zhelyazkov       | Rosen Zhelyazkov                 | EPP (GERB)           | 2025-01-16   | Bulgariens premiärminister          | 2024        | 2028      |  |
|  | Nikos Christodoulides  | Nikos Christodoulides            | EPP                  | 2023-02-28   | Cyperns president                   | 2023        | 2028      |  |
|  | Mette Frederiksen      | Mette Frederiksen                | PES (S)              | 2019-06-27   | Danmarks statsminister              | 2022        | 2026      |  |
|  | Kristen Michal         | Kristen Michal                   | ALDE (ER)            | 2024-07-23   | Estlands premiärminister            | 2023        | 2027      |  |
|  | Petteri Orpo           | Petteri Orpo                     | EPP (Saml)           | 2023-06-20   | Finlands statsminister              | 2023        | 2027      |  |
|  | Emmanuel Macron        | Emmanuel Macron                  | – (RE)               | 2017-05-14   | Frankrikes president                | 2022        | 2027      |  |
|  | Kyriakos Mitsotakis    | Kyriakos Mitsotakis              | EPP (ND)             | 2019-07-08   | Greklands premiärminister           | 2023        | 2027      |  |
|  | Micheál Martin         | Micheál Martin                   | ALDE (FF)            | 2025-01-23   | Irlands premiärminister             | 2024        | 2029      |  |
|  | Giorgia Meloni         | Giorgia Meloni                   | ECR (FdI)            | 2022-10-22   | Italiens premiärminister            | 2022        | 2027      |  |
|  | Andrej Plenković       | Andrej Plenković                 | EPP (HDZ)            | 2016-10-19   | Kroatiens premiärminister           | 2024        | 2028      |  |
|  | Evika Siliņa           | Evika Siliņa                     | EPP (V)              | 2023-09-15   | Lettlands premiärminister           | 2022        | 2026      |  |
|  | Gitanas Nauseda        | Gitanas Nauseda                  | –                    | 2019-07-12   | Litauens president                  | 2024        | 2029      |  |
|  | Luc Frieden            | Luc Frieden                      | EPP (CSV)            | 2023-11-17   | Luxemburgs premiärminister          | 2023        | 2028      |  |
|  | Robert Abela           | Robert Abela                     | PES (PL)             | 2020-01-13   | Maltas premiärminister              | 2022        | 2027      |  |
|  | Dick Schoof            | Dick Schoof                      | –                    | 2024-07-02   | Nederländernas premiärminister      | 2023        | 2027      |  |
|  | Donald Tusk            | Donald Tusk                      | EPP (PO)             | 2023-12-13   | Polens premiärminister              | 2023        | 2027      |  |
|  | Luís Montenegro        | Luís Montenegro                  | EPP (PSD)            | 2024-04-02   | Portugals premiärminister           | 2024        | 2028      |  |
|  | Ilie Bolojan           | Ilie Bolojan (interim)           | EPP (PNL)            | 2025-02-10   | Rumäniens president                 | 2019        | 2025      |  |
|  | Robert Fico            | Robert Fico                      | – (Smer)             | 2023-10-25   | Slovakiens premiärminister          | 2023        | 2027      |  |
|  | Robert Golob           | Robert Golob                     | – (GS)               | 2022-06-01   | Sloveniens premiärminister          | 2022        | 2026      |  |
|  | Pedro Sánchez          | Pedro Sánchez                    | PES (PSOE)           | 2018-06-02   | Spaniens premiärminister            | 2023        | 2027      |  |
|  | Ulf Kristersson        | Ulf Kristersson                  | EPP (M)              | 2022-10-18   | Sveriges statsminister              | 2022        | 2026      |  |
|  | Petr Fiala             | Petr Fiala                       | ECR (ODS)            | 2021-11-28   | Tjeckiens premiärminister           | 2021        | 2025      |  |
|  | Olaf Scholz            | Friedrich Merz                   | EPP (CDU)            | 2025-05-06   | Tysklands förbundskansler           | 2025        | 2029      |  |
|  | Viktor Orbán           | Viktor Orbán                     | Patriots.eu (Fidesz) | 2010-05-29   | Ungerns premiärminister             | 2022        | 2026      |  |
|  | Alexander Schallenberg | Alexander Schallenberg (interim) | EPP (ÖVP)            | 2025-01-10   | Österrikes förbundskansler          | 2024        | 2029      |  |

### Omröstningsförfarande
Europeiska rådet fattar sina beslut med konsensus, utom i vissa fall som specificeras i unionens fördrag. Att en rådsmedlem avstår från att rösta hindrar inte att beslut kan fattas. Det krävs dock att minst två tredjedelar av de röstberättigade rådsmedlemmarna är närvarande för att Europeiska rådet ska kunna fatta beslut. Vid en omröstning kan en rådsmedlem företräda ytterligare en annan medlem. Detta skedde för första gången vid Europeiska rådets sammanträde i oktober 2014, då den sjuke cypriotiske presidenten ersattes av Greklands premiärminister. Sedan dess har det skett vid ett flertal tillfällen. Europeiska rådets ordförande och kommissionens ordförande får inte delta i omröstningar. Vid omröstningar som rör procedurfrågor och antagandet av arbetsordningen krävs endast enkel majoritet. Kvalificerad majoritet krävs vid beslut som rör bland annat fastställandet av rådskonstellationerna och rotationen av ordförandeskapet i Europeiska unionens råd, samt vid val av ordföranden. När beslut fattas med kvalificerad majoritet gäller samma röstningsregler som i Europeiska unionens råd. Varje sammanträde protokollförs. I protokollet återfinns de handlingar som lagts fram inför Europeiska rådet, de beslut som fattats, de slutsatser som godkänts samt de uttalanden som rådsmedlemmarna har enats om. Efter att protokollet har godkänts av alla rådsmedlemmar, undertecknas det av rådets generalsekreterare. Protokollet kan även innehålla omröstningsresultaten. I brådskande ärenden kan Europeiska rådet fatta beslut genom ett skriftligt förfarande om alla rådsmedlemmar är överens om detta.

### Andra konstellationer
Utöver de normala sammanträdena i Europeiska rådet kan ordföranden även sammankalla informella sammanträden och sammanträden där endast stats- eller regeringscheferna för euroområdet ingår. Sådana eurotoppmöten beslutade euroområdets stats- eller regeringschefer i december 2011 ska hållas minst två gånger om året. Beslutet formaliserades genom fördraget om stabilitet, samordning och styrning i början av 2012. Europeiska rådets ordförande är även ordförande för eurotoppmötena.

## Funktioner och befogenheter

### Fastställande av riktlinjer och mål

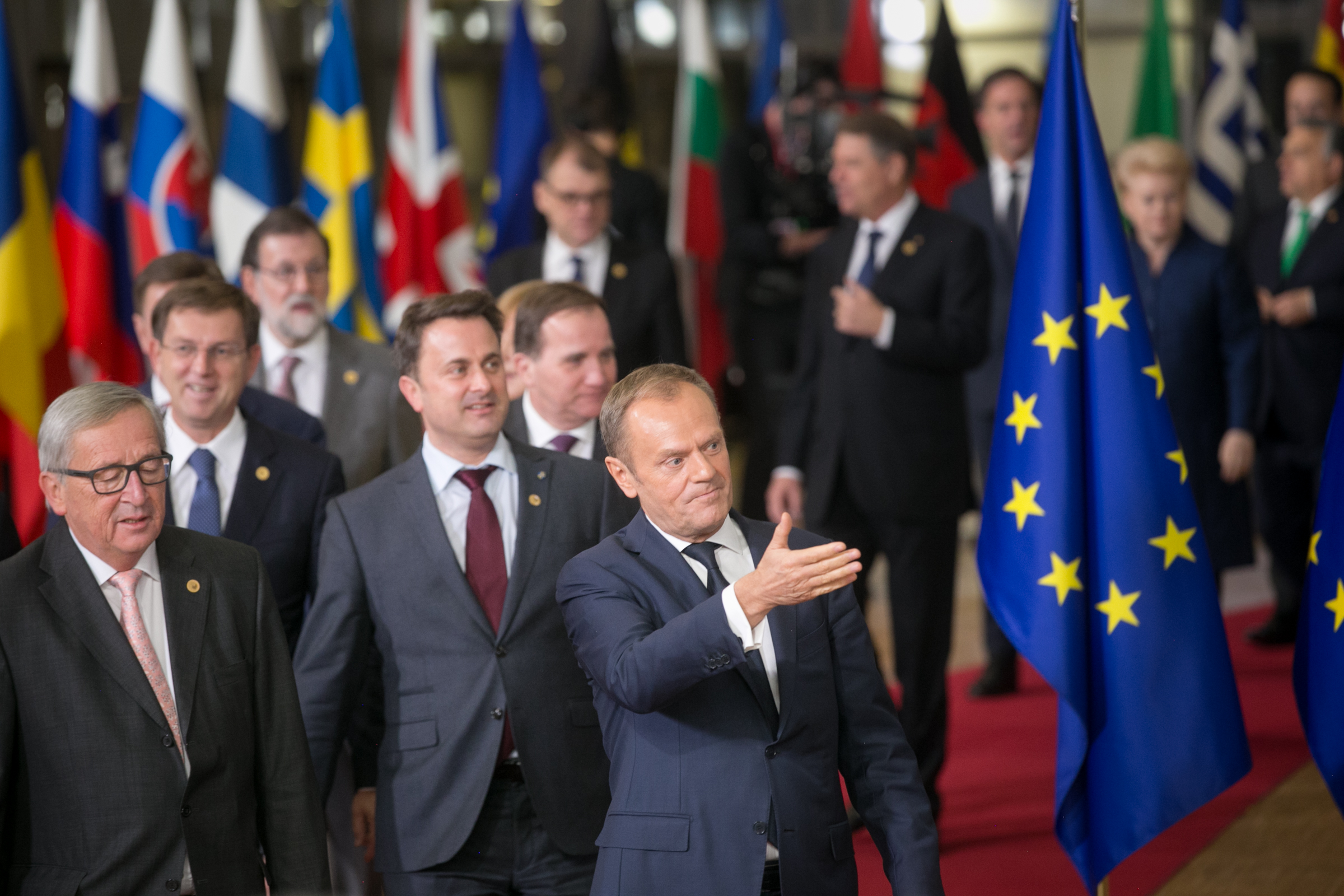
Några rådsmedlemmar vid ett sammanträde i december 2017.

Enligt fördraget om Europeiska unionen ska Europeiska rådet ”ge unionen de impulser som behövs för dess utveckling och bestämma dess allmänna politiska riktlinjer och prioriteringar”, men saknar lagstiftande funktion. Istället för att anta lagstiftningsakter, sammanfattar Europeiska rådet sina överenskommelser i form av ”slutsatser”. För att få rättsverkan måste dock slutsatserna genomföras antingen genom upprättandet av ett fördrag (eller annat mellanstatligt avtal) eller genom antagandet av lagstiftningsakter i enlighet med ett lagstiftningsförfarande, vilket inte sker av Europeiska rådet självt utan av Europaparlamentet och Europeiska unionens råd. I vissa fall, då Europeiska rådet utövar specifika funktioner enligt fördragen, kan institutionen anta beslut, vilka dock inte är lagstiftningsakter.
Europeiska rådet fyller en viktig funktion i frågor som rör den gemensamma utrikes- och säkerhetspolitiken. Enligt fördragen ska Europeiska rådet fastställa ”unionens strategiska intressen och mål” inom den gemensamma utrikes- och säkerhetspolitiken, inklusive för frågor som har försvarsmässiga konsekvenser, samt andra områden som rör unionens yttre åtgärder. För att kunna utföra sina funktioner kan Europeiska rådet inom dessa frågor anta beslut. Vidare ska medlemsstaterna alltid konferera med varandra inom Europeiska rådet eller Europeiska unionens råd i frågor som rör utrikes- och säkerhetspolitiska frågor och som är relaterade till unionens intressen och mål. Europeiska rådet kan med enhällighet besluta om att inrätta ett gemensamt försvar inom unionen. Ett sådant beslut måste dock även antas av medlemsstaterna i enlighet med deras respektive konstitutionella bestämmelser. Utöver den gemensamma utrikes- och säkerhetspolitiken fastställer Europeiska rådet även strategiska riktlinjer för politiken som rör området med frihet, säkerhet och rättvisa. Det ingår också i institutionens uppdrag att regelbundet utvärdera hot mot unionen. Utifrån rapporter från Europeiska unionens råd och Europeiska kommissionen, antar Europeiska rådet även riktlinjer för medlemsstaternas och unionens ekonomiska politik, samt slutsatser om sysselsättningssituationen i unionen.

### Funktioner relaterade till primärrätten
| Företrädarna för Europeiska rådet undertecknade Lissabonfördraget den 13 december 2007. Fördraget trädde i kraft när alla medlemsstater hade ratificerat det. |  | Företrädarna för Europeiska rådet undertecknade Lissabonfördraget den 13 december 2007. Fördraget trädde i kraft när alla medlemsstater hade ratificerat det. |
| Företrädarna för Europeiska rådet undertecknade Lissabonfördraget den 13 december 2007. Fördraget trädde i kraft när alla medlemsstater hade ratificerat det. |  | |

Utöver sin funktion med att dra upp riktlinjer och fastställa strategiska mål fyller Europeiska rådet också en viktig funktion vid fördragsändringar. Detta eftersom det bara är Europeiska rådet som, med enkel majoritet, kan besluta att sammankalla ett konvent. Det är konventet som i sin tur fastställer mandatet för den regeringskonferens som utarbetar fördragsändringarna. Europeiska rådet kan också, om ändringarna är begränsade, med enkel majoritet självt fastställa mandatet för regeringskonferensen. Fördragsändringar som rör unionens inre politik och som inte utvidgar unionens befogenheter kan antas med enhällighet direkt av Europeiska rådet, men träder i kraft först efter att samtliga medlemsstater har godkänt ändringarna i enlighet med sina respektive konstitutionella bestämmelser.
Europeiska rådet kan också med enhällighet, efter godkännande av Europaparlamentet med absolut majoritet, ändra omröstningsförfarandet i Europeiska unionens råd från enhällighet till kvalificerad majoritet, utom för beslut om upptagande av nya medlemsstater och beslut med militära eller försvarsmässiga konsekvenser. På samma sätt kan Europeiska rådet ersätta ett särskilt lagstiftningsförfarande med rådet som ensam lagstiftare inom ett visst politikområde med det ordinarie lagstiftningsförfarandet. Dessa bestämmelser får dock inte tillämpas på artikel 7-förfaranden, systemet för egna medel, fleråriga budgetramen eller den allmänna rättsliga grunden i artikel 352 i fördraget om Europeiska unionens funktionssätt. Europeiska rådets beslut måste översändas till de nationella parlamenten, och kan inte träda i kraft om ett nationellt parlament invänder mot beslutet inom sex månader. Inom den gemensamma utrikes- och säkerhetspolitiken, med undantag för beslut med militära eller försvarsmässiga konsekvenser, och den fleråriga budgetramen kan dock Europeiska rådet besluta att rådet ska ersätta enhällighet med kvalificerad majoritet utan att varken behöva godkännande av Europaparlamentet eller översända detta beslut till de nationella parlamenten.
Europeiska rådet fastställer också de medlemskapsvillkor som måste tas i beaktande av Europeiska unionens råd när unionen utvidgas till att innefatta fler medlemsstater. Om en medlemsstat vill utträda ur unionen ska den anmäla detta till Europeiska rådet. Europeiska rådet kan också genom ett så kallat artikel 7-förfarande fastslå att en medlemsstat bryter mot unionens värden, vilket möjliggör för Europeiska unionens råd att frånta medlemsstaten dess rösträtt. Medlemsstaten i fråga har möjlighet att få beslutet prövat i EU-domstolen. På initiativ av Danmark, Frankrike respektive Nederländerna, kan Europeiska rådet med enhällighet ändra ställningen i förhållande till unionen för ett danskt, franskt respektive nederländskt yttersta randområde eller utomeuropeiskt land och territorium.

### Funktioner relaterade till andra institutioner

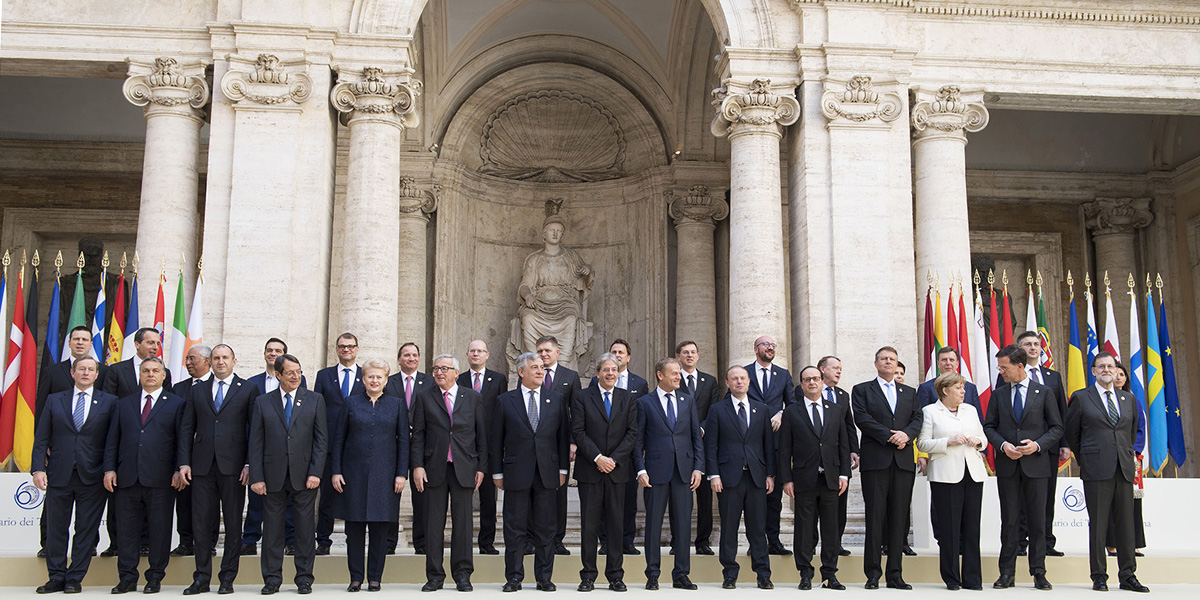
Europeiska rådet vid firandet av 60-årsdagen av Romfördragen i mars 2017.

Europeiska rådet fyller flera viktiga funktioner i samspelet med unionens övriga institutioner, däribland att med enhällighet bestämma Europaparlamentets mandatfördelning mellan medlemsstaterna, med enhällighet bestämma antalet ledamöter i Europeiska kommissionen, med kvalificerad majoritet föreslå Europaparlamentet vem som ska utses till Europeiska kommissionens ordförande med hänsyn till det senaste Europaparlamentsvalet och slutligen utse Europeiska kommissionen i sin helhet efter godkännande av Europaparlamentet. Europeiska rådet utser också med kvalificerad majoritet den höga representanten för utrikes frågor och säkerhetspolitik, efter godkännande av kommissionsordföranden. Enligt samma förfarande kan Europeiska rådet avbryta mandatperioden för den höga representanten. Även Europeiska centralbankens direktion utses med kvalificerad majoritet av Europeiska rådet.
Efter varje sammanträde måste Europeiska rådets ordförande rapportera till Europaparlamentet, som även kan inbjuda Europeiska rådets ordförande i andra sammanhang. Europaparlamentets talman kan på motsvarande sätt bjudas in till Europeiska rådets sammanträden. Europeiska centralbanken måste årligen avge en rapport till bland annat Europeiska rådet.
Medlemsstaterna samt unionens övriga institutioner har möjlighet att väcka talan mot Europeiska rådet vid EU-domstolen om de anser att Europeiska rådet har handlat i strid med fördragen.

#### Relationen till Europeiska unionens råd
Även om Europeiska rådet och Europeiska unionens råd ofta sammanblandas på grund av sina liknande namn, är det två skilda institutioner. De upprätthåller dock ett nära samarbete, inte minst genom att rådet för allmänna frågor ansvarar för att bereda Europeiska rådets sammanträden. Minst fyra veckor innan varje ordinarie sammanträde måste Europeiska rådets ordförande, i nära samarbete med den rådsmedlem som företräder ordförandelandet samt Europeiska kommissionens ordförande, lägga fram ett förslag till kommenterad dagordning till rådet för allmänna frågor. På samma sätt ska även utkast till slutsatser och beslut läggas fram inför rådet för debatt. Inom fem dagar innan Europeiska rådets sammanträde måste rådet för allmänna frågor avsluta sitt sista beredningsarbete. Mot bakgrund av detta beredningsarbete lägger Europeiska rådets ordförande fram en preliminär dagordning.
Därutöver fungerar Europeiska rådet som en instans dit Europeiska unionens råd kan hänskjuta frågor av känslig karaktär vid beslut med kvalificerad majoritet inom den gemensamma utrikes- och säkerhetspolitiken, samt vid lagstiftning inom den sociala trygghetens område, straffrättsligt samarbete, inrättandet av en europeisk åklagarmyndighet, och polissamarbete. När ett lagstiftningsärende hänskjuts till Europeiska rådet avbryts lagstiftningsförfarandet och Europeiska rådet har normalt fyra månader på sig att lösa frågan. Europeiska rådet kan därefter välja att återsända förslaget så att Europeiska unionens råd kan återuppta lagstiftningsförfarandet.

## Säte och administration

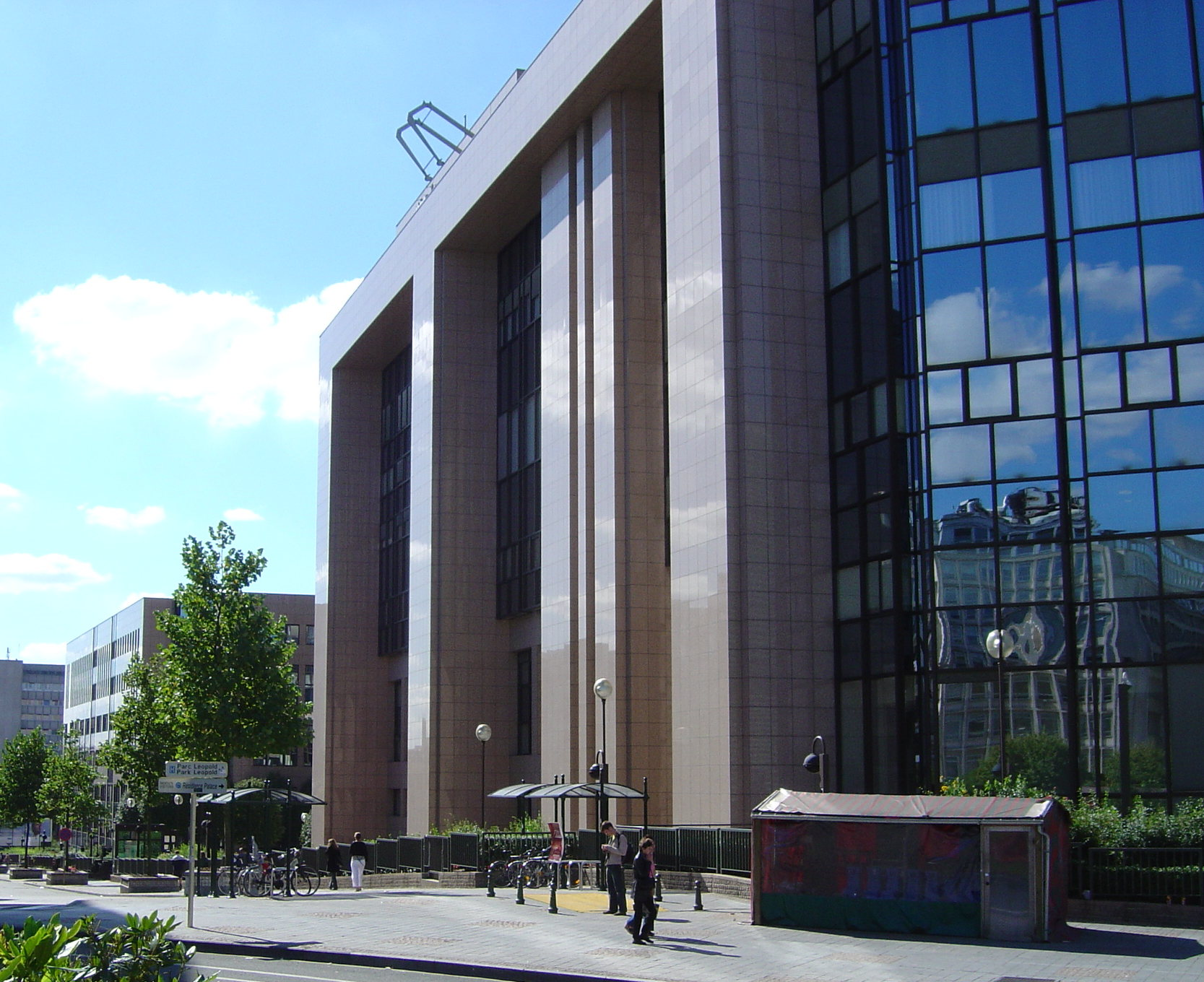
Justus Lipsius-byggnaden där de flesta toppmötena brukade äga rum 2004–2017.

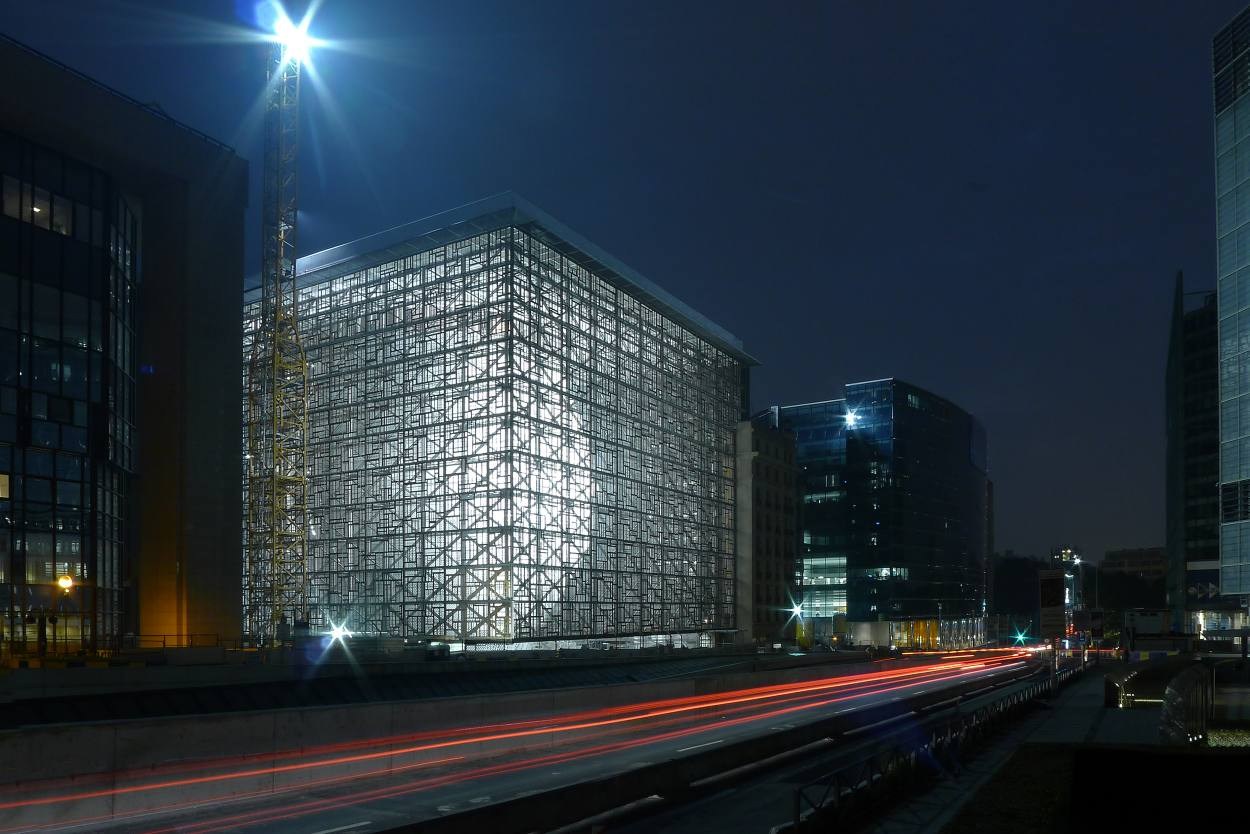
Europabyggnaden där toppmötena äger rum sedan 2017.

Genom en förklaring fogad till Nicefördraget i början av 2000-talet kom Europeiska unionens medlemsstater överens om att Europeiska rådet på sikt skulle få ett permanent säte, istället för att rotera mellan medlemsstaterna i likhet med ordförandeskapet. Enligt förklaringen skulle hälften av Europeiska rådets sammanträden hållas i Bryssel, Belgien, från och med 2002 fram till dess att unionen hade minst 18 medlemsstater. Därefter skulle alla sammanträden hållas i Bryssel, utom i undantagsfall. Detta innebar att Europeiska rådet sedan den 1 maj 2004, då unionen utvidgades från 15 till 25 medlemsstater, har sitt permanenta säte i Bryssel. De främsta anledningarna till att ha ett permanent säte var logistiska eller säkerhetsrelaterade. Bryssel ansågs lämpligt dels med tanke på rådets säte, dels på grund av den belgiska polisens långa erfarenhet av demonstrationer och av att upprätta den säkerhet som krävs. Europeiska rådets ordförande kan i undantagsfall, i samförstånd med rådet för allmänna frågor eller Ständiga representanternas kommitté, besluta med enhällighet att ett sammanträde ska hållas på annan ort än Bryssel.
I december 2007 var frågan om det permanenta sätet nära att leda till en kris mellan Belgien och Portugal. Portugals regering ville att företrädarna för medlemsstaternas regeringar, församlade i Europeiska rådet, skulle underteckna Lissabonfördraget i Lissabon, Portugal, medan Belgiens regering höll fast vid att Europeiska rådets sammanträden skulle äga rum i Bryssel. Problemet löstes genom att ledarna först samlades i Lissabon för att underteckna fördraget, för att därefter flyga till Bryssel för att hålla sammanträdet. I januari 2012 var Europeiska rådet nära att tvingas flytta sitt sammanträde till Luxemburg på grund av force majeure, eftersom sammanträdet sammanföll med en strejk bland flygledare.
Europeiska rådets sammanträden äger vanligtvis rum i Europabyggnaden, som även används av Europeiska unionens råd. Innan 2017 hade Europeiska rådet sitt säte i Justus Lipsius-byggnaden. Europeiska rådet saknar nästintill en egen organisation, utan bistås istället av generalsekretariatet vid Europeiska unionens råd. Rådets generalsekreterare deltar vid Europeiska rådets samtliga sammanträden. Europeiska rådets ordförande har ett eget kabinett bestående av de närmaste medarbetarna. Lön, arvode och pension för Europeiska rådets ordförande fastställs av Europeiska unionens råd.

### Öppenhet och tillgång till handlingar
Eftersom Europeiska rådet saknar lagstiftande funktion behöver dess sammanträden inte vara öppna enligt unionens fördrag, vilket de inte heller är. Enligt fördraget om Europeiska unionens funktionssätt ska dock ”unionens institutioner, organ och byråer utföra sitt arbete så öppet som möjligt”. Då Europeiska rådets arbete ofta består av känsliga förhandlingar mellan medlemsstaterna är dess överläggningar omfattade av sekretess. Däremot offentliggörs alltid Europeiska rådets slutsatser för allmänheten samt en referenslista för de dokument som lagts fram för institutionen. I princip gäller samma bestämmelser för allmänhetens tillgång till handlingar vid Europeiska rådet som för Europeiska unionens råd. Alla beslut som antas av Europeiska rådet och som inte är riktade till en eller flera specifika fysiska eller juridiska personer, måste offentliggöras i Europeiska unionens officiella tidning. I övriga fall måste rådets generalsekreterare informera den eller de berörda personerna om beslutet.